# Taos County
Taos County är ett administrativt område i delstaten New Mexico, USA. År 2010 hade countyt 32 937 invånare. Den administrativa huvudorten (county seat) är Taos.

## Geografi
Enligt United States Census Bureau så har countyt en total area på 5 711 km². 5 708 km² av den arean är land och 3 km²  är vatten.

### Angränsande countyn
- Rio Arriba County, New Mexico - väst, syd
- Mora County, New Mexico - sydöst
- Colfax County, New Mexico - öst
- Costilla County, New Mexico - nord
- Conejos County, New Mexico - nordväst

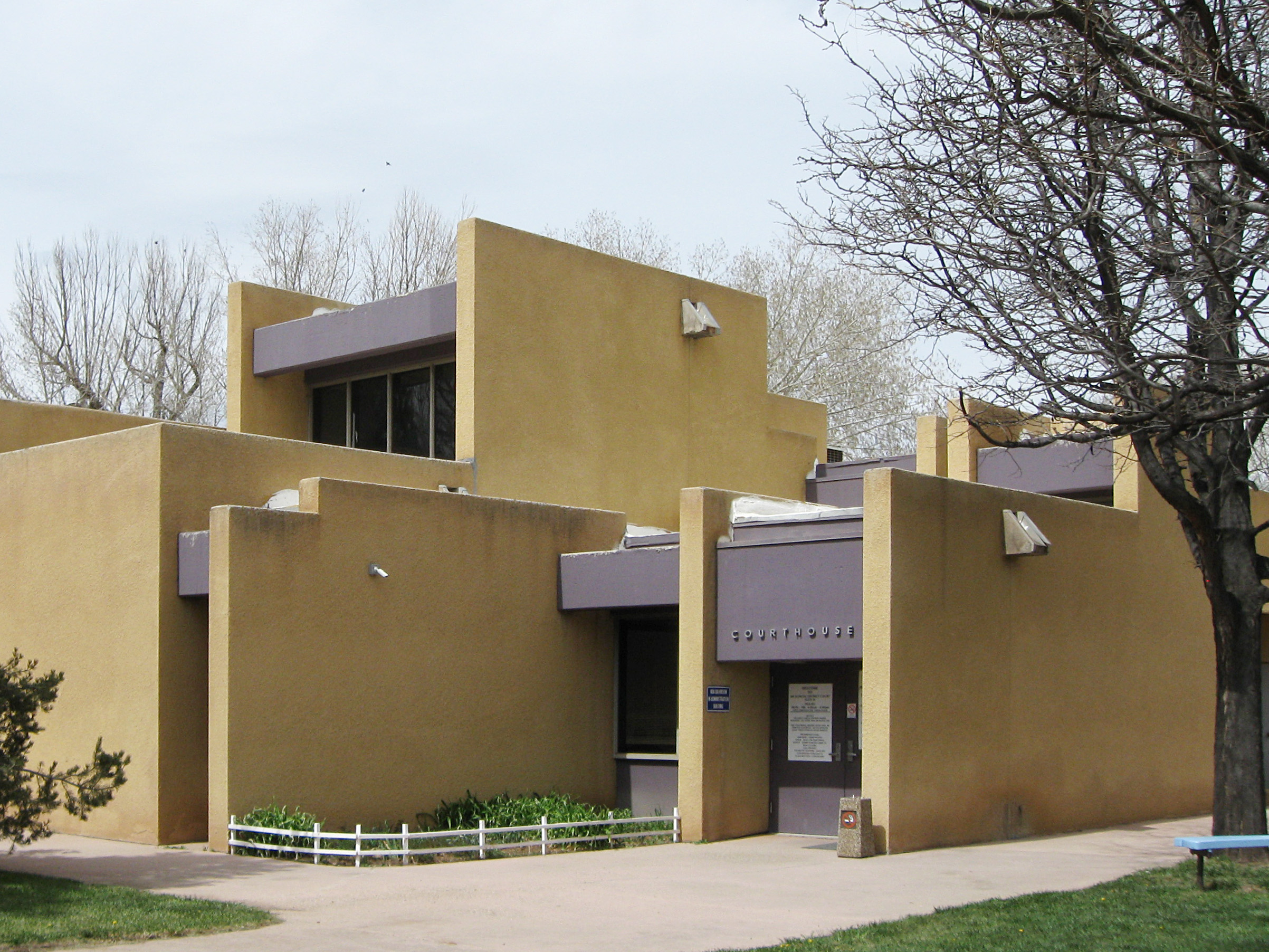
Taos County Courthouse i Taos.